# Джурчедай
Джурчедай — предводитель урутов в конце XII — начале XIII века. На протяжении жизни он был верным соратником Чингисхана, за что позднее был провозглашён одним из его нойонов-тысячников.
В «Джами ат-таварих» Джурчедай ошибочно именуется Кэхтэй-нойоном. Согласно «Юань ши», Кэхтэй-нойон был сыном Джурчедая и унаследовал место отца после его смерти.

## Биография
Джурчедай был одним из монгольских предводителей, перешедших на сторону Чингисхана после битвы при Далан-Балджутах в 1190 году. В дальнейшем, когда Чингисхан стал враждовать с кереитским ханом Тоорилом (Ван-ханом), Джурчедай наравне с вождём мангутов Хуилдар-Сеченом отличился в сражении при Харахалджит-Элетах 1203 года. Ещё до начала боя Чингисхан предложил Джурчедаю встать передовым, однако Хуилдар, не дожидаясь ответа товарища, сам вызвался повести войска, после чего было решено назначить передовыми и урутов, и мангутов. Во время сражения урутским и мангутским воинам удалось смять силы союзных кереитам джуркинов, однако при столкновении с тумен-тубегенами Ачих-Шируна Хуилдар-Сечен был смертельно ранен. Джурчедай продолжил биться с неприятелем, отбив атаки тубегенов, дунхаидов и кереитов и под конец ранив сына Ван-хана Нилха-Сангума. Обе стороны понесли большие потери, и сражение завершилось только из-за наступивших сумерек и измотанности армий.
Хуилдар-Сечен скончался вскоре после окончания сражения. Расположившись в местности, где река Халха впадает в озеро Буир-нор, Чингисхан отправил Джурчедая и остальных урутов в качестве послов к кочевавшим там унгиратам. Унгираты мирно приняли Джурчедая и в ходе переговоров покорились монголам и разрешили расположиться у себя в стойбищах на отдых.
В дальнейшем, собрав силы, Чингисхан снова выступил против кереитов, отправив передовыми Джурчедая и Архая. После ожесточённого трёхдневного боя монголы одержали решительную победу: Ван-хан и Нилха-Сангум бежали, а кереиты были разгромлены и разграблены. Не была разорена только семья младшего брата Ван-хана Джаха-Гамбу, незадолго до этого добровольно присоединившегося к Чингисхану, однако вскоре тот покинул своего союзника и откочевал от него. Тогда Джурчедай смог хитростью выманить Джаха-Гамбу и убить его. Старшую дочь Джаха-Гамбу Ибаха-беки Чингисхан взял себе в жёны, но через некоторое время отдал Джурчедаю. Возможная причина такого поступка подробно описывается в «Джами ат-таварих»; согласно ей, Чингисхан сделал это якобы по велению Тенгри, явившегося ему во сне. Окликнув стоявшего в страже кебтеула (им оказался Джурчедай), Чингисхан позвал его к себе и отдал ему Ибаху вместе со всем её имуществом, за исключением стольника Ашик-Темура и золотой чаши для кумыса.
После объединения монгольских племён в единое государство, на курултае 1206 года, Чжурчедай в числе
девяноста пяти человек был пожалован Чингисханом в нойоны-тысячники. Позже, восхваляя самых преданных из своих сподвижников, Чингисхан следующим образом отозвался о Джурчедае:

«Жизнью он жертвовал в сечах кровавых,
Изнемогал он в боях роковых».

«В дни боевые
Щитом мне служил,
А для врагов
Невидимкою был.
Разъединенный народ
Он воедино собрал,
А раздробленный народ
Он в одно тело спаял».
— Сокровенное сказание.

## В культуре
Джурчедай (под сокращённым именем Джарчи) является одним из второстепенных персонажей романа И. К. Калашникова «Жестокий век» (1978).